# Live in Stockholm (album av Svante Thuresson)
Live in Stockholm är ett livealbum från 2002 av Svante Thuresson inspelat på Nalen i oktober 2001. Svante sjunger tillsammans med Katrine Madsen till Claes Crona Trio.

## Låtlista
1. For Once in My Life (Orlando Murden/Ronald Miller) – 7'11
2. Let There Be Love (Lionel Rand/Ian Grant) – 4'59
3. Skylark (Hoagy Carmichael/Johnny Mercer) – 5'50
4. They Can't Take That Away From Me (George Gershwin/Ira Gershwin) – 8'04
5. The Shadow of Your Smile (Johnny Mandel/Paul Francis Webster) – 5'35
6. I Hear a Rhapsody (Dick Gasparre/George Fragos/Jack Baker) – 5'10
7. Young and Foolish (Albert Hague/Arnold Horwitt) – 6'25
8. When Night Birds Sing (Katrine Madsen) – 8'06
9. Bye, Bye Blackbird (Ray Henderson/Mort Dixon) – 5'32
10. Every Time We Say Goodbye (Cole Porter) – 3'54
11. Do Nothin' Till You Hear From Me (Duke Ellington/Bob Russell) – 5'28

## Medverkande
- Svante Thuresson – sång
- Katrine Madsen – sång
- Claes Crona – piano
- Jesper Bodilsen – bas
- Pétur "Island" Östlund – trummor

### Fotnoter
1. ↑  ”Svensk mediedatabas”. http://smdb.kb.se/catalog/id/001551289. Läst 10 oktober 2011.